# الشمال الحقيقي (كتاب)
كتاب الشمال الحقيقي: اكتشف قيادتك الأصيلة (بالإنجليزية: True North: Discover Your Authentic Leadership)‏ للمؤلف بيل جورج وبيتر سيمز، هو كتاب في إدارة الأعمال صدر عام 2007. ويستند محتوى هذا الكتاب إلى مقابلات بين جورج (الأستاذ بكلية هارفارد للأعمال) وأكثر من 125 قائدًا بمن فيهم ديفيد غيرغن [الإنجليزية]، والرئيس التنفيذي لشركة ستاربكس هوارد شولتز، وأدريان كادبوري [الإنجليزية]، ويناقش صفات "القيادة الأصيلة" وسماتها ومدى قابليتها للاستمرار في عالم الأعمال التجارية والسياسية.
كتب مقدمة الكتاب ديفيد غيرغن [الإنجليزية] وناقشها من خلالها أساليب القيادة لكل من ريتشارد نيكسون، وجيرالد فورد، ورونالد ريغان، وبيل كلينتون. كما يُعد الكتاب جزء من سلسلة كتب وارن بينيس للأعمال، وقد أصدره الناشر جوسي-باس، إحدى الشركات التابعة للناشر وايلي.